# Baisoor Forest, Arkalgud
Baisoor Forest là một làng thuộc tehsil Arkalgud, huyện Hassan, bang Karnataka, Ấn Độ.